# هيدس هيل (باركشير)
هيدس هيل (بالإنجليزية: Heads Hill)‏ هي قرية تقع في المملكة المتحدة في جنوب شرق إنجلترا.